# 서호공원

서호공원 내 축만제.

서호공원(西湖公園)은 서호천이 유입되는 저수지인 축만제(祝萬堤) 주변에 조성된 공원으로, 경기도 수원시 팔달구 화서동 일대에 있다. 축만제는 원래 1799년(정조 23)에 화성을 쌓을 때 축조한 저수지로, 서호(西湖)라는 이름으로 농촌진흥청에서 관리하고 있었다. 2020년에 공식적으로 서호는 축만제로 명칭이 환원되었다. 서호공원의 서호는 인공호수치고는 상당히 큰 규모이다. 서호호수를 한 바퀴 돌면서 산책을 할 경우에 보통 50분 이상 소요된다. 서호공원은 기러기, 청둥오리, 가마우지, 중대백로, 물닭, 흰뺨검둥오리 등등 다양한 철새들이 찾는 규모있는 철새도래지이다. 서호공원의 서호는 물고기들을 비롯하여 다양한 먹잇감을 얻기에 최적의 조건을 갖추고 있고, 서호의 대부분이 얼지 않기 때문에 수많은 무리의 철새들이 찾아온다.